# James Mackay (acteur)
James Mackay (20 juli 1984) is een Australisch acteur.

## Biografie
Mackay acteert sinds 2009 in series en films. In 2017 speelde hij de rol van Maddox in de film Pirates of the Caribbean: Dead Men Tell No Tales en werd hij gecast als de nieuwe Steven Carrington in de heropstart van Dynasty. 